# 繁昌公主 (南梁)
繁昌公主（?—?），中国南北朝梁朝公主，父亲是梁武帝的幼弟始兴王萧憺的世子萧亮。母亲不详。名字不详。
繁昌公主下嫁琅琊王氏的王琮，王琮为国子学生，王琮不聪慧，为学生所鄙视，遂和繁昌公主离婚。其父王峻向萧亮道歉，萧亮说：“这是皇上之意，我也不愿如此。”王峻回答：“下官曾祖是谢仁祖外孙，亦不藉殿下姻媾为门户耳。”